# 古江駅 (鹿児島県)
古江駅（ふるええき）は、鹿児島県鹿屋市古江町にかつて設置されていた、日本国有鉄道（国鉄）大隅線の駅（廃駅）である。大隅線の廃止に伴い、1987年（昭和62年）3月14日に廃駅となった。

## 歴史

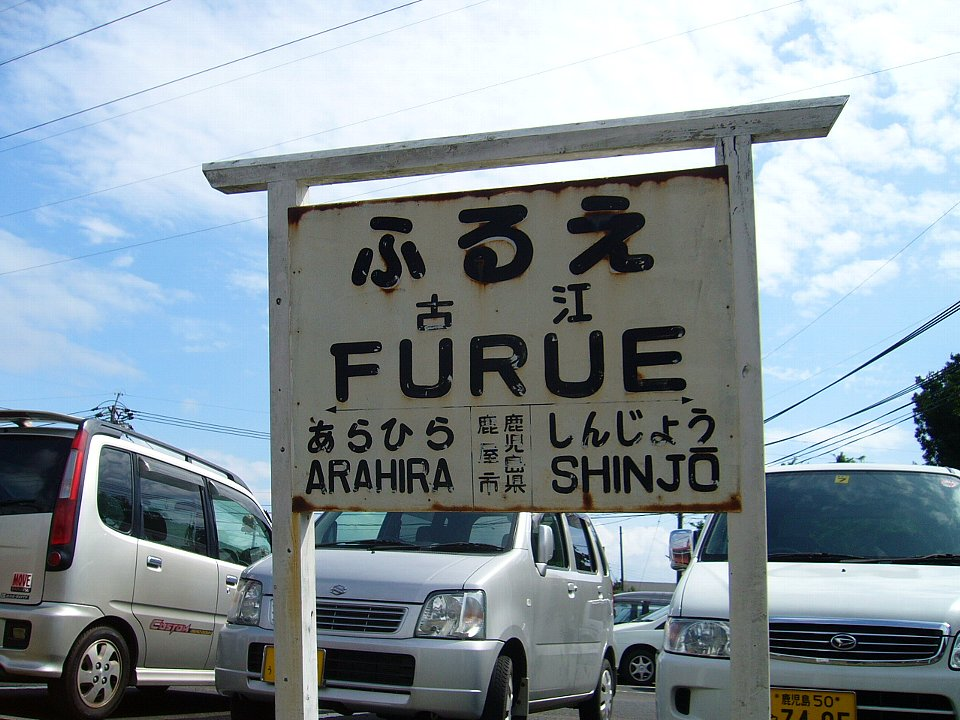
鹿屋市鉄道記念館(鹿屋駅跡)に保存されている駅名標

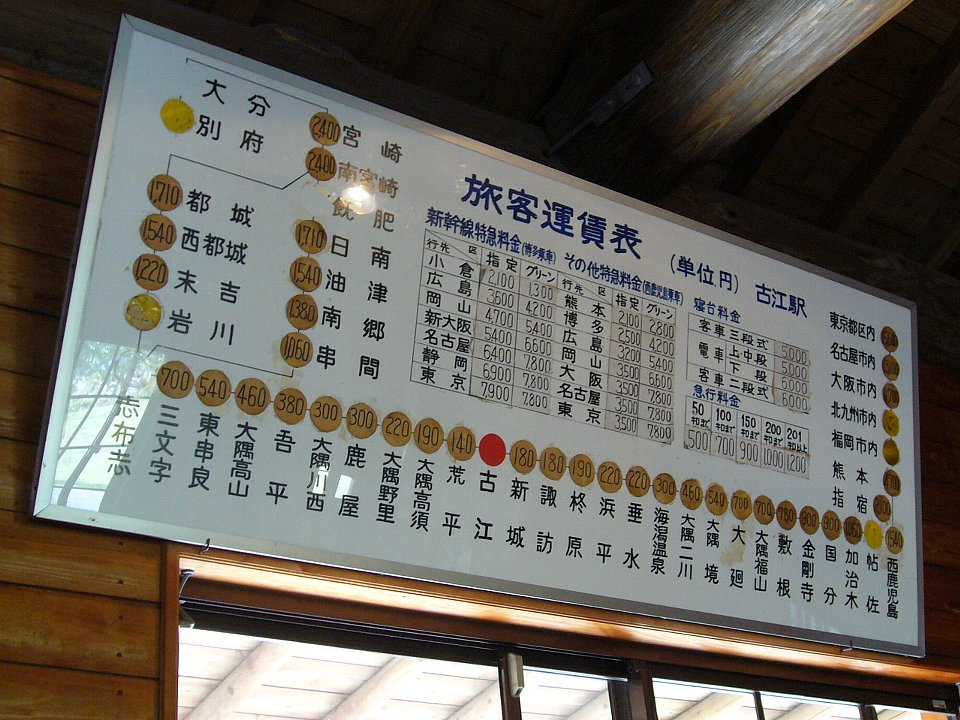
かつての運賃表（鹿屋市鉄道記念館に保存）

- 1923年（大正12年）12月19日：大隅鉄道の駅として開業[1]、762 mm軌間の軽便鉄道。
- 1935年（昭和10年）
  - 6月1日：大隅鉄道が国有化され[1]、国鉄古江線の駅となる。
  - 10月4日：省営自動車国分線（隼人、国分、古江間）運輸営業開始[2]
- 1936年（昭和11年）10月23日：古江線の路線名改称により、古江西線の駅となる。
- 1938年（昭和13年）10月10日：1,067 mm軌間への改軌工事完成、古江東線と古江西線を合わせて古江線とする。
- 1961年（昭和36年）4月13日：古江 - 海潟間延伸開業により、中間駅となる。
- 1971年（昭和46年）2月1日：小口扱を除く貨物営業を廃止[1]。
- 1972年（昭和47年）1月1日：小口扱の貨物営業を廃止[1]。
- 1972年（昭和47年）9月9日：志布志 - 国分間全通に伴い古江線が大隅線に改称され、大隅線の駅となる。
- 1984年（昭和59年）2月1日：荷物扱い廃止[1]。
- 1987年（昭和62年）3月14日：大隅線の全線廃止に伴い、廃駅となる[1]。

## 駅構造
- 千鳥状に配置された2面2線の相対式ホーム（千鳥式ホーム）と側線1本を有する、列車交換が可能な駅であった。
- 委託駅であった。
- 戦時中は、軍需物資の中継駅として賑わいを見せていた。

## 現状
古江鉄道記念公園となり、駅舎が残っている。古江駅跡の碑が建てられている。駅構内であった場所は、空き地となって残っている。

## 隣の駅
日本国有鉄道
大隅線
荒平駅 - 古江駅 - 新城駅
- 1938年の改軌までは、荒平駅との間に船間駅が存在した。